# East London Museum
Het East London Museum is een etnografisch en natuurhistorisch museum in Oos-Londen (Zuid-Afrika). 
Het museum bewaart in haar archief nog een origineel dodo-ei; in het museum zelf wordt een replica hiervan tentoongesteld. 
In 1938 analyseerde museummedewerker Marjorie Courtenay-Latimer een voorhistorische vis. Het bleek later te gaan om een coelacant, een vis waarvan gedacht werd dat deze ongeveer 80 miljoen jaar geleden uitgestorven was. De vis wordt nog steeds tentoongesteld.
Tevens bevat het museum een uitgebreide collectie kraalwerk van het Xhosa-volk dat in de omgeving (provincie Oost-Kaap) woont.